# کامپانیا لوپیا
کامپانیا لوپیا (به ایتالیایی: Campagna Lupia) یک کومونه در ایتالیا است که در استان ونیز واقع شده‌است.

## خصوصیات
کامپانیا لوپیا ۸۷ کیلومترمربع مساحت و ۷٬۱۵۲ نفر جمعیت دارد و ۴ متر بالاتر از سطح دریا واقع شده‌است.